# Viburnum arboreum
Viburnum arboreum là một loài thực vật thuộc họ Caprifoliaceae. Đây là loài đặc hữu của Jamaica.